# Wapen van Jisp

Het wapen van Jisp

Het wapen van Jisp is op 26 juni 1816 aan de plaats Jisp toegekend. In die tijd was het dorp nog een zelfstandige gemeente. In 1991 is Jisp gefuseerd met Wijdewormer en Wormer en tot de gemeente Wormerland. In oudere vormen van het wapen staat de lepelaar geheel vrij, de grond waarop deze staat is pas in 1816 aan het wapen toegevoegd.

## Geschiedenis
De lepelaar werd in 1570 al op een zegel gevoerd. Toen stond deze nog vrij, dus zonder grond onder de voeten, op een uitgeschulpt schild. Rond 1645 wordt het door H.J. Soeteboom als officieel wapen genoemd in de Zaanlandsche Arcadia.
In de jaren 1600 heeft de lepelaar mogelijk kleuren gekregen. Op het stadhuis is een witte lepelaar te zien met rode snavel en poten, staande op een blauw veld. Mogelijk zijn deze kleuren na een restauratie in 1816 toegevoegd. Op een afbeelding uit 1697 staat een gelijke lepelaar, echter op een terras van bruin en groen. Deze afbeelding is gemaakt naar aanleiding van de viering van de Vrede van Rijswijk. Nog geen 100 jaar later, ditmaal naar aanleiding van een optocht wegens de installatie van Willem V op 8 maart 1766, wordt een lepelaar van natuurlijke kleur op een veld van groen afgebeeld.
Hoewel het wapen tot 1816 geen vaste achtergrondkleur had, heeft de Hoge Raad van Adel in dat jaar besloten om het wapen van rijkskleuren te voorzien: een blauwe achtergrond en het onderwerp in het goud.
De lepelaar is 1991 door de gemeente Wormerland opgenomen in het nieuwe gemeentewapen.

## Blazoenering
De beschrijving van 26 juni 1816 luidt als volgt: "Van lazuur beladen met een lepelaar van goud."
Dit betekent dat de lepelaar van goud is en op een gouden veld staat, het geheel heeft een blauwe achtergrond.

## Verwant wapen

Wapen van Wormerland